# Bible norimberská
Bible norimberská je vedle starší Bible benátské dalším českým biblickým tiskem vydaným v zahraničí, tentokrát v německém Norimberku. Vyšla v roce 1540 ku potěšení národuom českého jazyka u Linharta Milchtalera nákladem Melichara Kobergera. Tato bible se v českých zemích velice rozšířila, podobně jako jiná česká biblická vydání Nového zákona, dokud tuto zahraniční produkci nezastavila konkurenční pražská Bible Melantrichova. 
Z hlediska biblického textu Norimberská bible jen přetiskla druhou Bibli Severýnovu, zavedeno bylo jen několik málo nepatrných pravopisných změn. 
Kromě této celé bible vyšlo v Norimberku v roce 1534 a znovu pak ještě 1538 nové vydání Plzeňského Nového zákona. První tisk vyšel nákladem Hektora Šefflera, norimberského měšťana. 